# 243-й окремий змішаний авіаційний полк
243-й окремий змішаний авіаційний полк — авіаційне з'єднання Повітряних сил Збройних сил України, що існувало до 2007 року у складі 14-го авіаційного корпусу. Полк базувався на аеродромі в Скнилові, військова частина А2537.
У 1986 році полк брав участь у ліквідації наслідків катастрофи на Чорнобильській АЕС.
Полк розформований в 2007 році. 

## Озброєння
На озброєнні полку в різні часи були Ан-12БК, АН-12БП, 2 Ан-24 , Ан-26РТ, 1 Ту-134А-3, 8 Мі-8, 1 Мі-6ВКП, Іл-22М11
У на початку 90-х років, Іл-22 був перегнаний до Вінниці
У 1993 році, Ту-134А-3 із парку полку був перегнаний до Росії і продовжив літати у комерційних авіалініях. 
Після розформування, частина авіапарку (наприклад Ан-12) була продана комерційним авіалініям . Деякі літаки, Ан-26, продовжили службу у інших частинах Повітряних Сил України.

## Катастрофи та інциденти
- 3 травня 1985 року — пасажирський літак Ту-134А, реєстр. номер СССР-65856, який виконував рейс Таллінн — Львів — Кишинів, при посадці в аеропорт зіткнувся із вини диспетчерів з військово-транспортним Ан-26, що летів зі Львова в Москву. Унаслідок зіткнення загинули всі 94 особи в обох літаках.